# Dragonworld
Dragonworld (bra No Mundo dos Dragões) é um filme estadunidense de 1994, dos gêneros fantasia, aventura e drama, dirigido por Ted Nicolaou.

## Elenco
| Papel                 | Ator               |
| --------------------- | ------------------ |
| Johnny McGowan        | Alastair Mackenzie |
| Jovem Johnny McGowan  | Courtland Mead     |
| Senhorita Twittingham | Janet Henfrey      |
| Porter                | Stuart Campbell    |
| Beth Armstrong        | Brittney Powell    |
| Bob Armstrong         | John Calvin        |
| Lester MacIntyre      | John Woodvine      |
| Brownie McGee         | Jim Dunk           |
| Senhora Cosgrove      | Lila Kaye          |
| Angus McGowan         | Andrew Keir        |